# Třída Pari (PC-40)
Třída Pari (PC-40) je třída hlídkových člunů indonéského námořnictva. Do 2024 bylo postaveno devatenáct jednotek této třídy. Třída konstrukčně vychází z raketových člunů třídy Clurit (KCR-40).

## Stavba

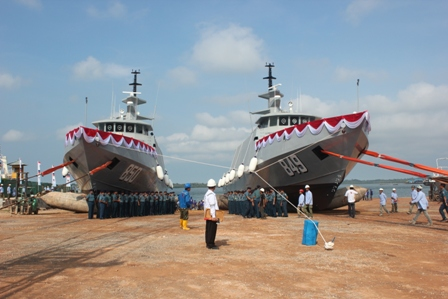
Spuštění hlídkových člunů KRI Pari (849) a KRI Sembilang (850)

Indonésie jako ostrovní stát potřebuje ke kontrole svých teritoriálních vod velké množství hlídkových člunů. V roce 2016 námořnictvo disponovalo 150 čluny, přičemž by rádo tento počet zvýšilo na 180. V rámci plánu modernizace námořnictva (do roku 2024) Minimum Essential Force (MEF) má námořnictvo získat větší počet plavidel tří základních velikostí (délka trupu 28, 40 a 60 metrů). Třída Pari (PC-40) představuje prostřední z nich. Plán předpokládá stavbu 42 člunů tohoto typu.
Třídu vyvinula indonéská loděnice PT. Palindo Marine (PT Palindo) v Batamu. Na stavbě se podílejí ještě loděnice PT. Caputra Mitra Sejati (PT CMS) v Serangu a loděnice PT. Karimun Anugrah Sejati (PT KAS) v Batamu, později se přidala loděnice PT. Citra Shipyard (PT Citra) v Batamu. Do 2022 bylo objednáno 19 jednotek. Základní konstrukce je shodná, v řadě detailů se však plavidla jednotlivých loděnic liší. Osmnáctá a devatenáctá jednotka Butana a Selar byly do služby přijaty 5. září 2024.
Jednotky třídy Pari:
| Jméno                   | Loděnice   | Spuštěna          | Vstup do služby   | Status  |
| ----------------------- | ---------- | ----------------- | ----------------- | ------- |
| KRI Pari (849)          | PT Palindo | 24. dubna 2013    | 5. září 2013      | aktivní |
| KRI Sembilang (850)     | PT Palindo | 24. dubna 2013    | 5. září 2013      | aktivní |
| KRI Sidat (851)         | PT CMS     |                   | 27. září 2014     | aktivní |
| KRI Cakalang (852)      | PT CMS     | 10. března 2016   | 20. července 2016 | aktivní |
| KRI Tatihu (853)        | PT Palindo | 23. září 2016     | 10. ledna 2017    | aktivní |
| KRI Layaran (854)       | PT Palindo | 23. září 2016     | 10. ledna 2017    | aktivní |
| KRI Madidihang (855)    | PT Palindo | 23. září 2016     | 10. ledna 2017    | aktivní |
| KRI Kurau (856)         | PT CMS     | 7. března 2017    | 6. července 2017  | aktivní |
| KRI Torani (860)        | PT KAS     | 31. října 2016    | 30. března 2017   | aktivní |
| KRI Lepu (861)          | PT KAS     | 31. října 2016    | 30. března 2017   | aktivní |
| KRI Albakora (867)      | PT CMS     | 26. března 2018   | 9. července 2018  | aktivní |
| KRI Bubara (868)        | PT CMS     | 26. srpna 2019    | 18. prosince 2019 | aktivní |
| KRI Gulamah (869)       | PT CMS     | 26. srpna 2019    | 18. prosince 2019 | aktivní |
| KRI Posepa (870)        | PT CMS     | 27. července 2020 | 7. prosince 2020  | aktivní |
| KRI Escolar (871)       | PT CMS     | 27. července 2020 | 7. prosince 2020  | aktivní |
| KRI Karotang (872)      | PT KAS     | 24. srpna 2020    | 7. prosince 2020  | aktivní |
| KRI Mata Bongsang (873) | PT KAS     | 24. srpna 2020    | 7. prosince 2020  | aktivní |
| KRI Butana (878)        | PT Citra   | 7. května 2024    | 5. září 2024      | aktivní |
| KRI Selar (879)         | PT Citra   | 7. května 2024    | 5. září 2024      | aktivní |

## Konstrukce

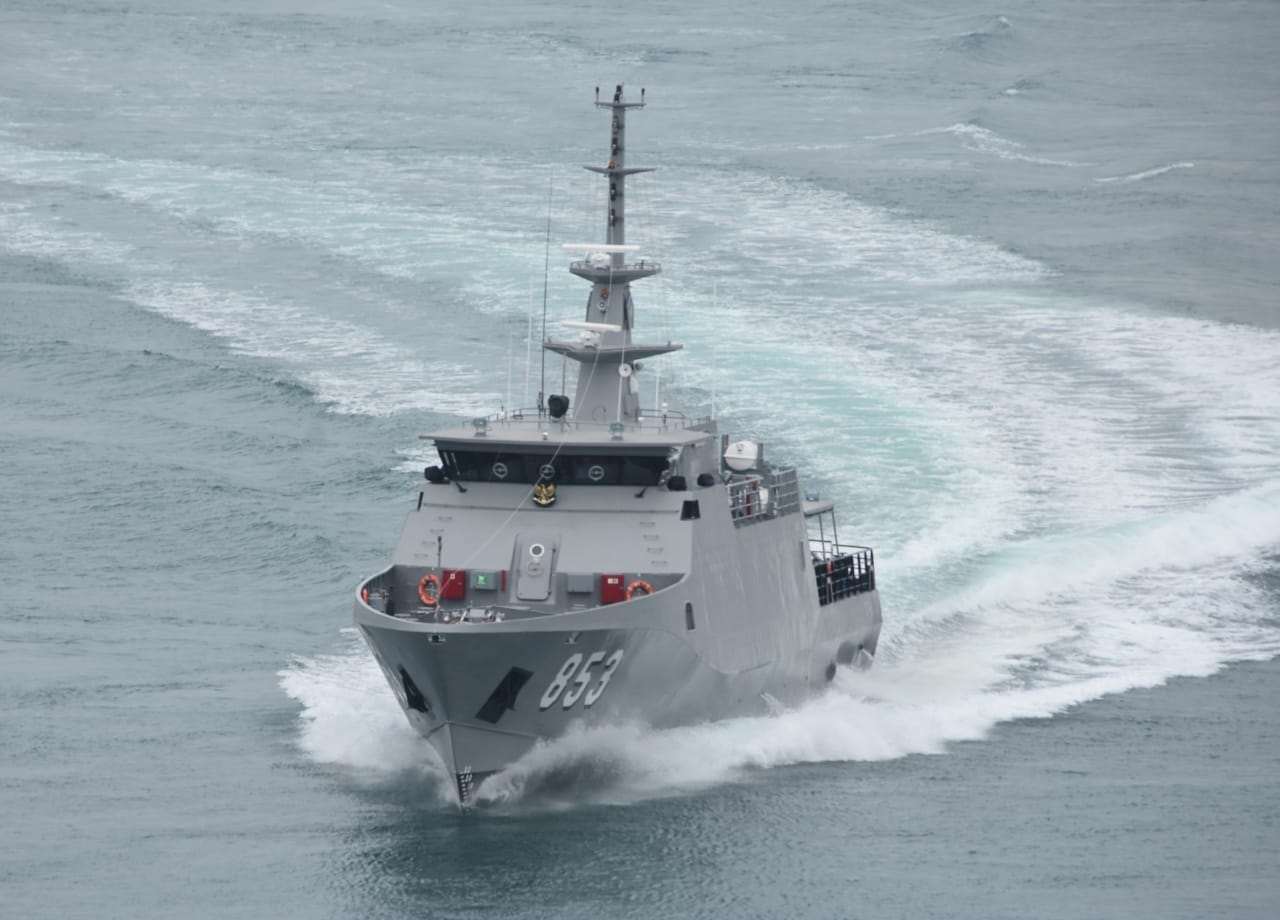
KRI Tatihu (853)

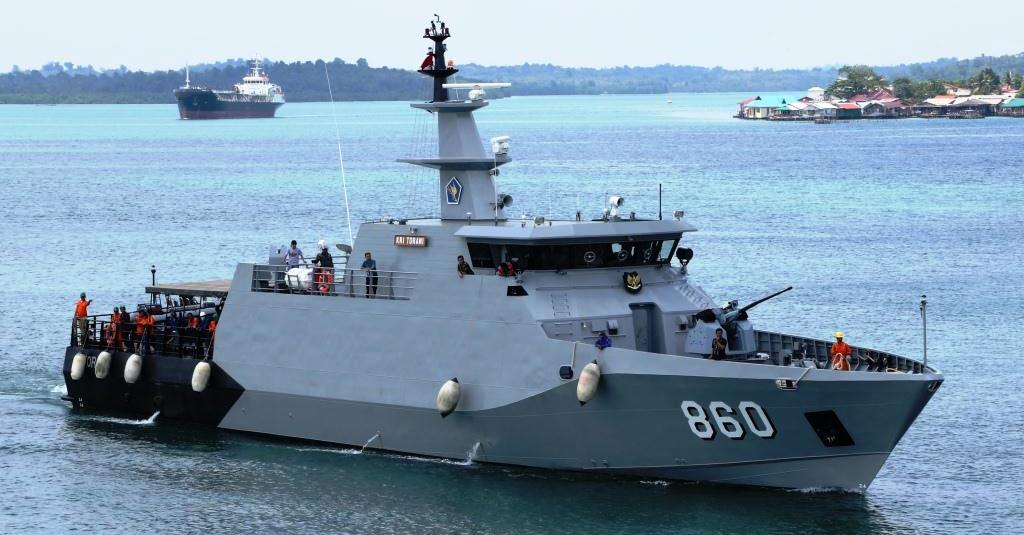
KRI Torani (860)

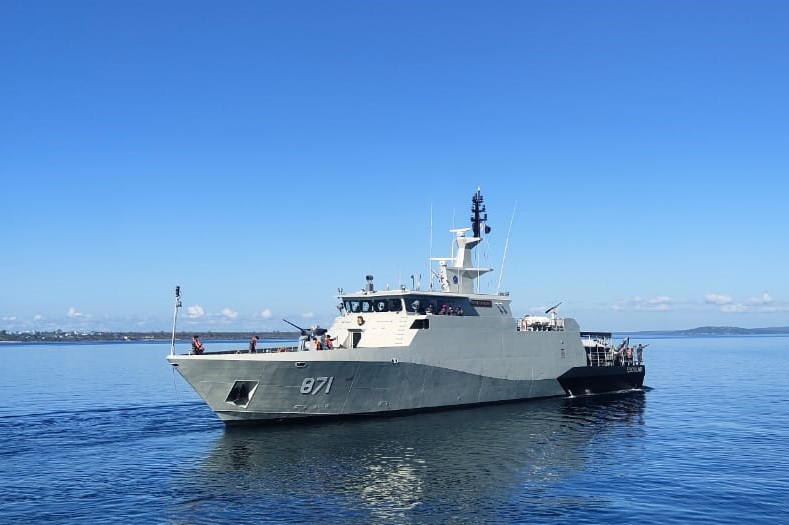
KRI Escolar (871)

Čluny třídy Pari mají ocelový trup a hliníkové nástavby. Výrobky jednotlivých loděnic se mírně liší:
První čluny Pari (849) a Sembilang (850) loděnice PT Palindo mají délku na vodorysce 40 m a maximální 43 m. Jsou vyzbrojeny jedním 30mm kanónem na přídi a dvěma 12,7mm kulomety na zádi. Na palubě nesou rychlý člun RHIB. Pohánějí je tři diesely, každý o výkonu 1800 hp. Nejvyšší rychlost dosahuje 28 uzlů. Vytrvalost je čtyři dny.
První čluny Sidat (851) a Cakalang (852) loděnice PT CMS má délku na vodorysce 40 m a maximální 43,25 m. Jsou vyzbrojeny jedním 20mm kanónem M71 na přídi a dvěma 12,7mm kulomety na zádi. Pohánějí je tři diesely, každý o výkonu 1800 hp. Nejvyšší rychlost dosahuje 25 uzlů.
Druhé čluny Tatihu (853), Layaran (854) a Madidihang (855) loděnice PT Palindo mají délku na vodorysce 40 m a maximální 46,32 m. Jsou vyzbrojeny 20mm kanónem M71 na přídi a dvěma 12,7mm kulomety na zádi. Pohánějí je dva diesely MTU, každý o výkonu 2480 hp, pohánějící dva lodní šrouby. Nejvyšší rychlost je 24 uzlů. Vytrvalost je šest dní.
Druhé čluny loděnice PT CMS mají délku na vodorysce 41,87 m a maximální 45,5 m. Jsou vyzbrojeny 30mm kanónem v dálkově ovládané zbraňové stanici OTO Melara Marlin na přídi a dvěma 12,7mm kulomety na zádi. Pohánějí je dva diesely MTU 12V 4000 M71, každý o výkonu 2220 hp, pohánějící dva lodní šrouby. Nejvyšší rychlost je 25 uzlů. Dosah je 1632 námořních mil při rychlosti 18 uzlů.
Čluny loděnice PT KAS mají délku na vodorysce 40 m a maximální 45 m. Jako první dostaly 30mm kanón v dálkově ovládané zbraňové stanici OTO Melara Marlin na přídi a dva 12,7mm kulomety na zádi. Pohánějí je dva diesely MTU 12V 4000 M71, roztáčející dva lodní šrouby.
Čluny Butana (878) a Selar (879) loděnice PT Citra mají délku na vodorysce 40 m a maximální 45,5 m. Jejich šířka je 7,9 metru. Jsou vyzbrojeny 30mm kanónem v dálkově ovládané zbraňové stanici MSI-DS Seahawk LW30M A1 na přídi a dvěma 12,7mm kulomety na zádi. Pohánějí je dva diesely MAN 12V175D-MM, každý o výkonu 3018 hp, pohánějící dva lodní šrouby. Nejvyšší rychlost je 24 uzlů a cestovní rychlost sedmnáct uzlů. Posádku tvoří 35 osob.